# Cal Meliton
Cal Meliton je budova na území obce Solsona, v katalánské provincii Lleida, zahrnutá do soupisu architektonického dědictví Katalánska (IPA-42066).

## Popis
Budova stojí na Carrer Sant Miquel 15, pochází z 16. až 17. století - jeden z nejstarších domů staré solsonské šlechty, který se vyhnul demolici při rozšiřování centra. Skládá se z přízemí, mezipatra, dvou pater a střechy. Na rohu je erb pánů z Canaldy.
Je v soukromém vlastnictví a jsou zde byty.

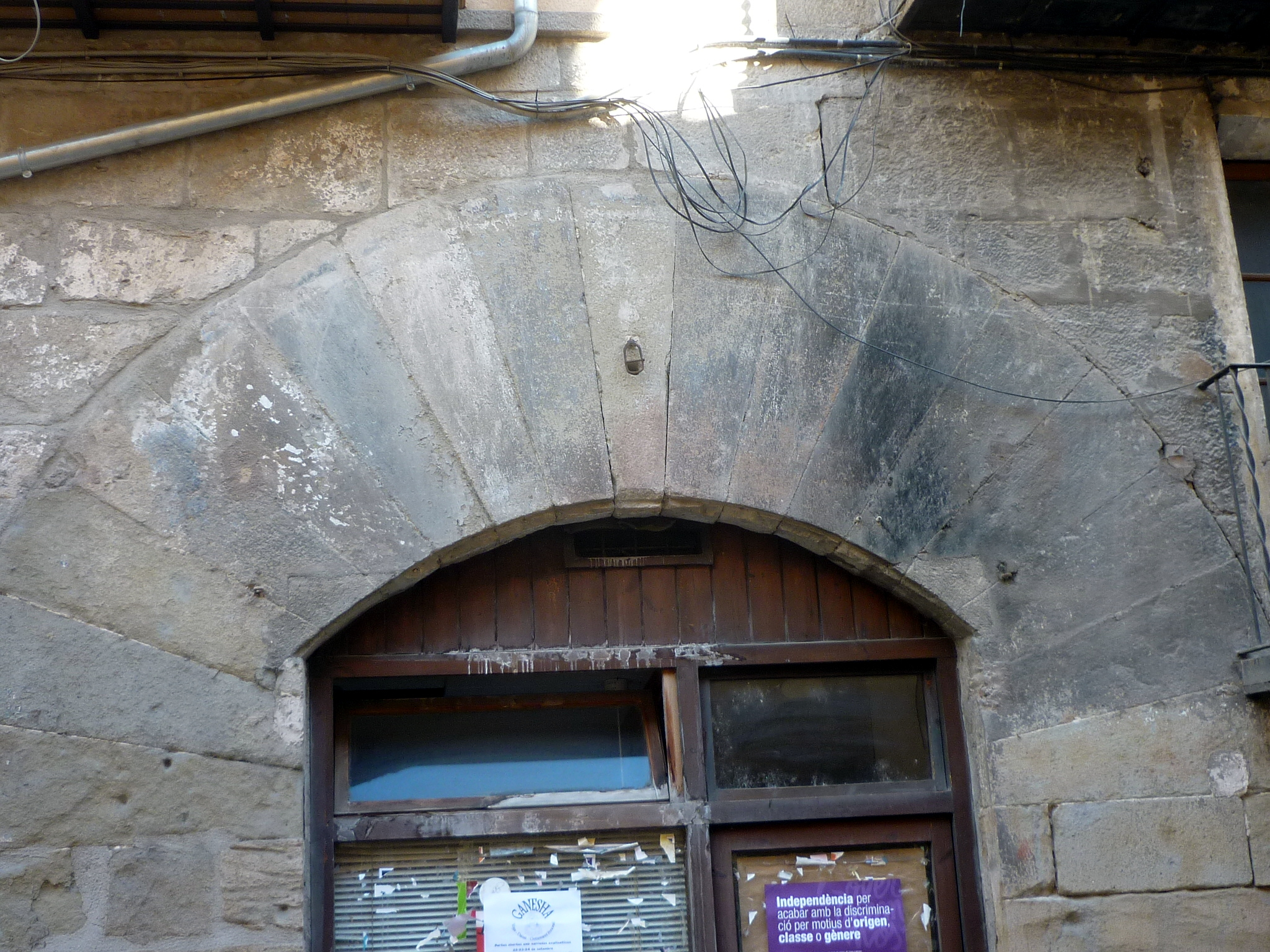
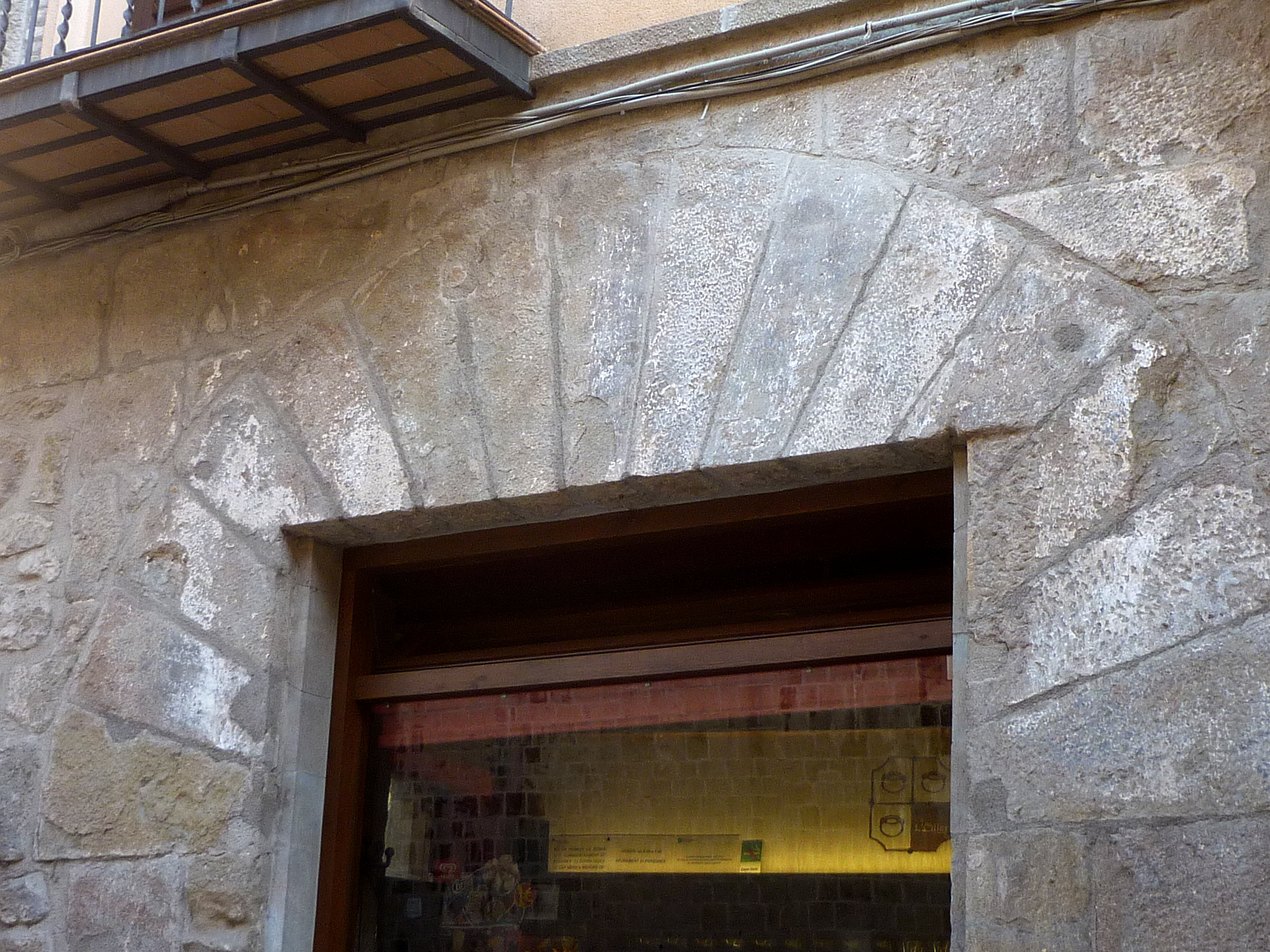
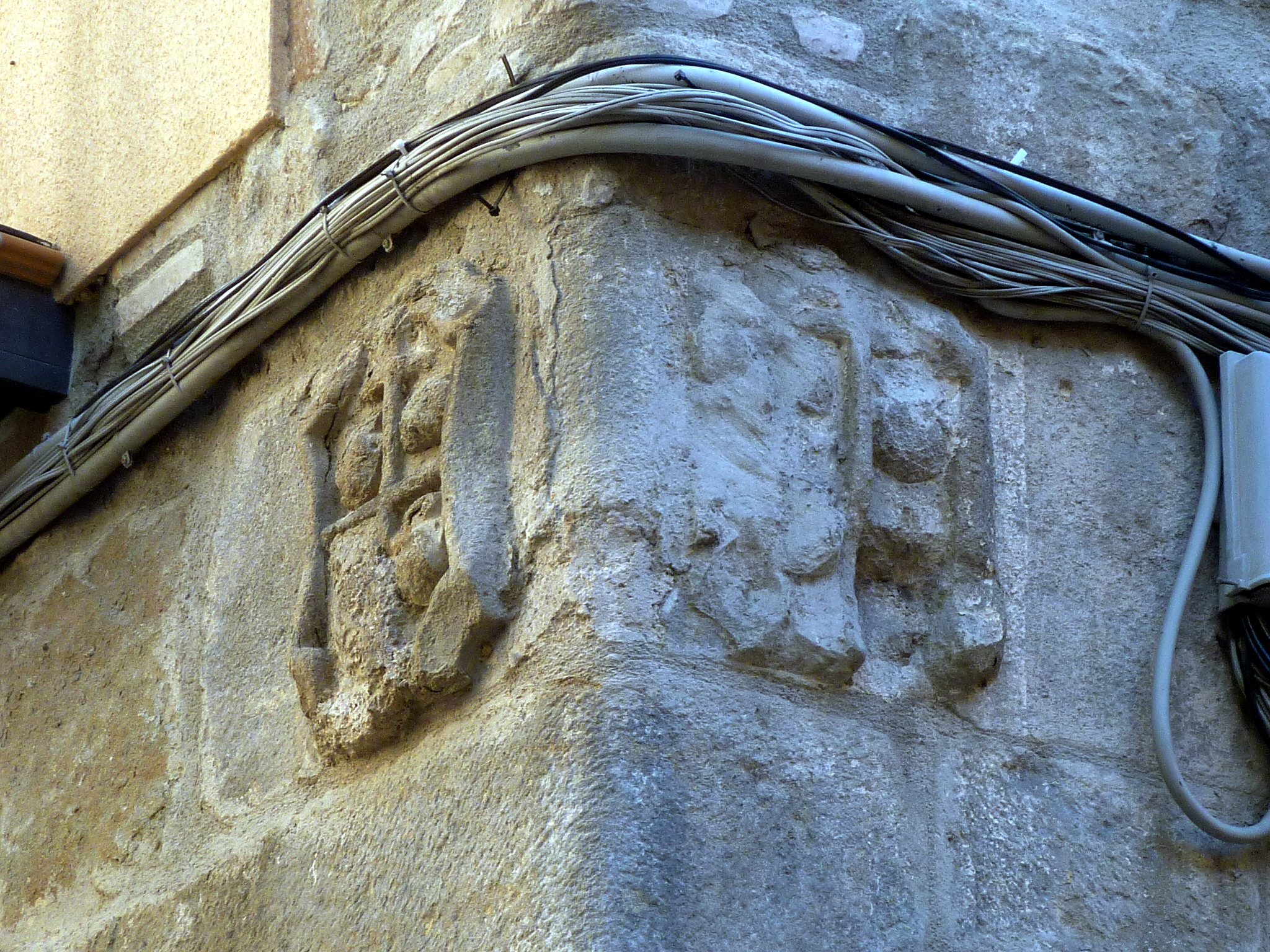